# Masalia albipuncta
Masalia albipuncta är en fjärilsart som beskrevs av George Francis Hampson 1910. Masalia albipuncta ingår i släktet Masalia och familjen nattflyn. Inga underarter finns listade i Catalogue of Life.

## Bildgalleri

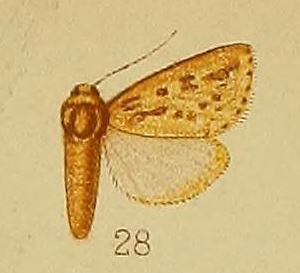